# 괴인
괴인(怪人)은 수상한 인물, 또는 기괴한 능력을 가진 인물을 가리키는 말이다. 좁은 의미에서는 액션물, 특촬극 등에서 등장하는 특수 능력을 가진 악인을 가리킨다.